# Centinelas de Mexicali
Los Centinelas de Mexicali fue un equipo de béisbol que participó en la Liga Norte de México con sede en Mexicali, Baja California, México.

## Historia
Fue fundado en marzo de 2014, debido a que "Aguiluchos de Mexicali", como era conocido el club anteriormente, decidió cambiar de nombre e imagen, por considerar que el nombre "aguiluchos" dependía en demasía del club de béisbol Águilas de Mexicali.
El nombre "Centinelas" es en honor al Cerro del Centinela, ícono del municipio de Mexicali y patrimonio natural del Estado.
En la temporada 2015 obtienen el campeonato de la Liga Norte de México (LNM), al vencer en el séptimo juego de la serie a los Toritos de Tijuana por pizarra de 5-2 en el Estadio B'Air.
Actualmente es sucursal del equipo Sultanes de Monterrey de la Liga Mexicana de Béisbol.

### Roster
Temporada 2016

Por definir.